# Wysokaja (obwód homelski)
Wysokaja (biał. Высокая; ros. Высокая, Wysokaja) – wieś na Białorusi, w obwodzie homelskim, w rejonie kormańskim, w sielsowiecie Wornauka, nad Dobryczem i w pobliżu jego ujścia do Soża.